# Sergey Semenov (bryder)
Sergey Viktorovich Semenov (født 10. august 1995) er en russisk bryder, der konkurrerer i græsk-romersk stil.
Han repræsenterede Rusland ved sommer-OL 2016 i Rio de Janeiro, hvor han tog bronze i 130 kg.
Under sommer-OL 2020 i Tokyo, som blev afholdt i 2021, vandt han bronzemedaljen.